# Généralité (France)
Pour les articles homonymes, voir Généralité.

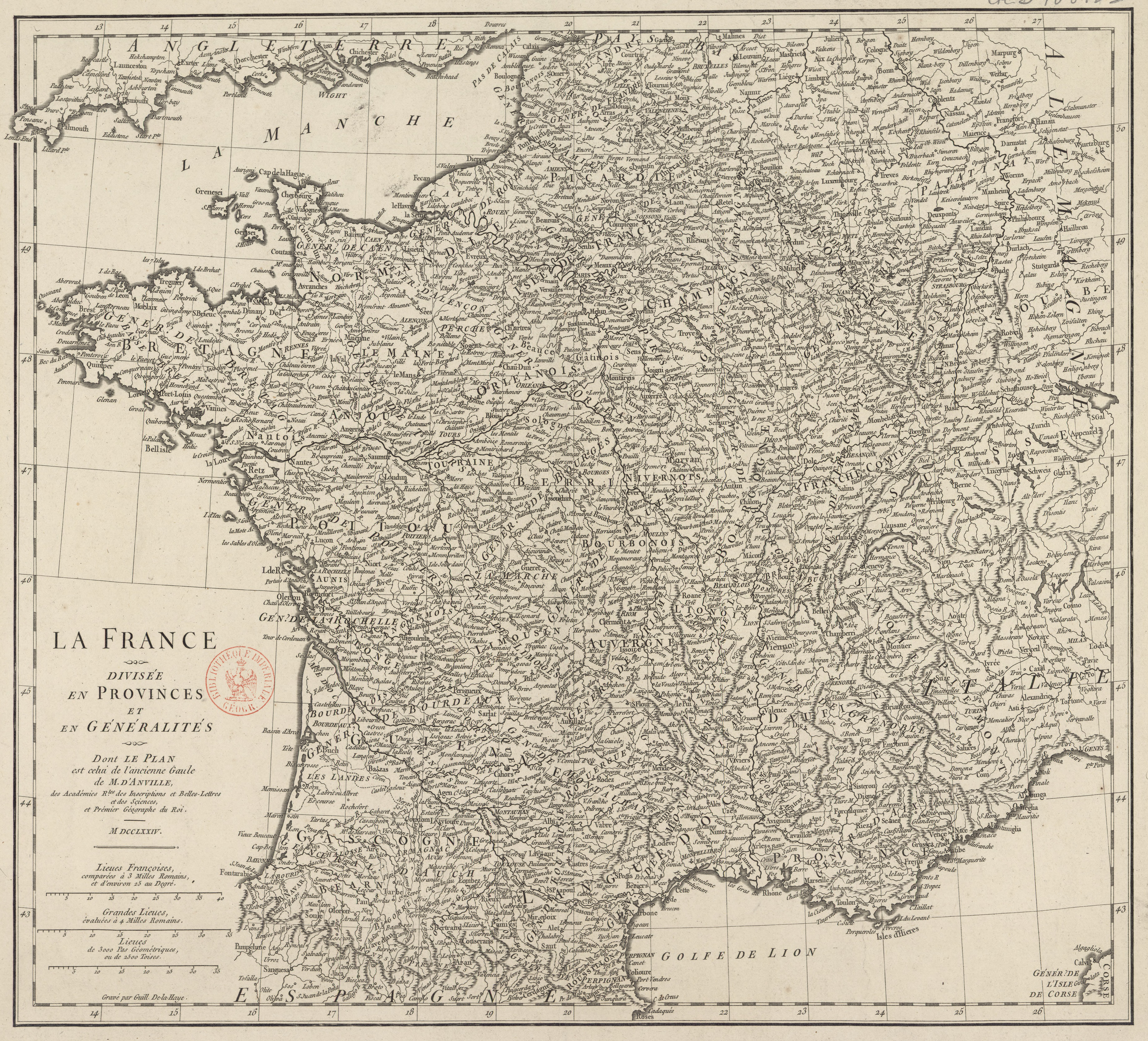
Carte des provinces et généralités de France en 1774.

Dans la France de l'Ancien Régime, la généralité est une circonscription administrative, principalement fiscale à l'origine, apparue au XIVe siècle et redéfinie en 1542 par François Ier (édit de Cognac).
Les généralités sont au nombre de quatre à la fin du XVe siècle. Les dernières généralités (Bayonne et Pau) sont créées en 1784, elles sont alors au nombre de trente-sept, mais retombent à trente-cinq en 1787. Elles disparaissent en 1790, du fait de la création des départements par l'Assemblée nationale constituante.
Les généralités apparaissent tardivement, à l'époque où la royauté s'oriente vers la monarchie absolue après avoir mis fin au pouvoir des princes féodaux du royaume (duc de Bourgogne, duc de Bretagne, etc.).
Créées plusieurs siècles après les diocèses ecclésiastiques (formés à la fin de l'Antiquité et au début du Moyen Âge), les seigneuries féodales (Xe siècle et XIe siècle) et les bailliages et sénéchaussées (XIIe siècle), les généralités apportant pour la première fois une certaine unité administrative dans le royaume.
Elles ont d'abord un rôle fiscal, mais leurs compétences sont ensuite élargies de sorte qu'au XVIIIe siècle, elles constituent le cadre principal de l’administration royale. Elles sont d'abord dirigées par les receveurs généraux des finances, mais leur rôle est progressivement repris par les intendants, chargés à l'origine de l'inspection des receveurs généraux.

## Histoire

### Les généraux des finances (XIVesiècle)
Le nom de généralité provient des généraux des finances (également appelés « généraux sur le fait des aides ») créés par les états généraux sous le règne de Jean le Bon au XIVe siècle, au début de la guerre de Cent Ans.

### Les quatre recettes générales de la fin duXVesiècle
À la fin du XVe siècle, le domaine royal est réparti au point de vue fiscal entre quatre régions financières. Chacune est affectée à un trésorier de France en ce qui concerne les finances ordinaires et à un général des finances pour les finances extraordinaires. Comme ces officiers résident à la Cour, ils sont représentés sur place par quatre receveurs généraux. Les recettes générales sont le cadre de la collecte des impôts royaux directs et indirects : recettes du domaine, taille, aides et gabelle.
Ces quatre recettes générales sont, selon leur ancienneté (supposée) :
- celle de Normandie, siégeant à Rouen (1357 ?), dont le ressort correspond au duché de Normandie, intégré au domaine royal dès 1204 ;
- celle de Languedoc, siégeant à Montpellier (1377 ?), qui couvre le Languedoc, le Lyonnais, le Forez et le Beaujolais ;
- celle d’Outre-Seine-et-Yonne, siégeant à Paris (1436 ?), couvrant l'Île-de-France et la Champagne ;
- celle de Languedoïl, siégeant à Tours (1452 ?), couvrant le Nivernais, l'Orléanais, la Touraine, l'Anjou, le Maine, le Berry, le Poitou, le Bourbonnais, l'Auvergne, la Marche, la Guyenne (séparée en 1523), le Périgord, le Rouergue.

Un certain nombre de provinces (Bretagne, Bourgogne, Dauphiné, Picardie, Provence) restent en dehors de cette structure, même si on y trouve également un receveur général et un ordonnateur.

### L'édit de Cognac (1542) et ses suites
L’édit du 7 décembre 1542 crée seize recettes générales ou généralités. L'édit met fin à la distinction entre finances ordinaires et extraordinaires.
Un édit de Henri II de janvier 1552 établit des trésoriers généraux dans dix-sept généralités et leur impose l'obligation d'y résider. Leur titre officiel est « trésoriers de France et généraux des finances ».
Les décennies suivantes voient la multiplication des effectifs employés par le trésorier. En 1577 est institué un bureau des finances dans chaque généralité ; chaque bureau est composé de deux présidents, de huit officiers et de plusieurs agents d’exécution. Certains de ces offices sont exercés par alternance : chaque année deux officiers se chargent l’un de la reddition des comptes, l’autre du recouvrement des impôts.

### De la généralité à l’intendance

#### Origine des intendants
Dès leur origine, les généralités sont inspectées par des maîtres de requêtes, chargés du contrôle des comptes. Au début du XVIIe siècle, ces derniers prennent le titre d’« intendant de police, justice et finance et commissaire départi du roi ».
À partir de la fin du XVIIe siècle, sous le règne de Louis XIV, les intendants résident de façon permanente dans une généralité. Les intendants deviennent donc des administrateurs bien plus que des inspecteurs et leur pouvoir est supérieur à celui du receveur général.
Au XVIIIe siècle, les intendances sont divisées en « subdélégations », confiées à un subdélégué choisi par l’intendant et révocable par lui.

#### Rôle des intendants à la fin duXVIIIesiècle
Outre ses missions officielles, l’intendant s’occupe souvent du développement économique et social de sa généralité : introduction de nouvelles cultures, amélioration du réseau routier, organisation de la charité, gestion des stocks de blé pour éviter les disettes. Du fait de l’importance de son rôle, on appelle souvent généralités-intendances les généralités.
L'intendant est un des rouages majeurs de la centralisation progressive de la France : on considère parfois qu’ils préfigurent les préfets actuels.

#### Nombre de généralités et d'intendances
Bien que dans l'usage courant de l'époque, les mots « généralité » et « intendance » soient considérés comme synonymes, le nombre de généralités et d'intendances ne coïncide pas tout à fait : en 1789, il existe vingt-neuf généralités[pas clair] et trente-trois intendances.
D'une part, en Languedoc, il y avait une intendance (l'intendance de Languedoc, siégeant à Montpellier) pour deux généralités (Montpellier et Toulouse).
D'autre part, l'intendance d'Auch et Pau (1716-1767) avait un caractère hybride : elle englobait pays d'élection (la généralité d'Auch, créée en 1716) et pays d'états (la Navarre et le Béarn).[pas clair]
Par ailleurs, cinq intendances n'étaient pas en même temps des généralités :
- L'intendance de Hainaut et Cambrésis (siège : Valenciennes)
- L'intendance d'Alsace (siège : Strasbourg)
- L'intendance de Lorraine et Barrois (siège : Nancy)
- L'intendance de Roussillon (siège : Perpignan)
- L'intendance de Corse (siège : Bastia)

## Autres institutions fiscales du royaume de France

### Pays d'états et pays d'élection
L’indépendance des généralités à l’égard des autres découpages administratifs ne pouvait aller jusqu'à méconnaître la disparité fiscale des provinces et particulièrement le relatif pouvoir d’en discuter la charge des pays dits « d'états ». La généralité se subdivisait dans ce cas selon les circonscriptions usuelles de la province, le diocèse généralement. On parle alors de « diocèses-recettes » ou diocèses civils ; diocèses pouvant présenter des variations par rapport aux diocèses ecclésiastiques d’origine.
Aux alentours de 1380, les autres généralités du royaume où l’administration avait les coudées franches, sont subdivisées en secteurs où un élu est chargé du recouvrement des aides et de la taille.
Le système se structure à la suite de diverses ordonnances : 19 juin 1445, 26 août 1452, 3 avril 1460, 24 juin 1500, 11 novembre 1508, etc. Avec celle de 1452, le terme élection est adopté officiellement et les provinces et territoires concernés peuvent être appelés pays d'élection.
Entre le début et la fin du XVIe siècle, le nombre et la diversité des officiers de l’élection augmente. En 1578, apparaissent des gens du roi et l’élection s’en trouve confirmée comme tribunal pour les affaires relevant des aides et taille sous le contrôle d’une Cour des aides. Le nombre des élections augmente considérablement : de 92 au début du XVIe siècle il passe à 146 en 1597. Progressivement, les élections suppriment le système des états provinciaux. C'est ce qui se passe en Normandie, en Auvergne, en Bourbonnais, en Limousin et en Marche, en Armagnac et en Comminges. Au XVIIe siècle le gouvernement réussit à introduire des élections en Dauphiné, mais il échoue en Bourgogne, en Languedoc et en Provence.
Cependant les élections n’étaient pas, par nature, préservées de l’instabilité ordinaire et certaines furent l’objet de suppression et de recréation, les élus pouvant d’ailleurs cumuler plusieurs élections. Leur taille présentait, de plus, une grande diversité : 720 paroisses pour l’élection de Poitiers contre 17 pour l’élection de Beaufort en Champagne.
À partir du XVIe siècle les généralités furent, dans la plupart des cas, constituées par regroupement d'élections, dont certaines leur étaient très largement antérieures.

### Greniers à sel
Généralisée par les ordonnances de 1331 et 1343, la gabelle constituait le plus important des impôts indirects. Cette taxe sur le sel n'était toutefois pas perçue partout, et ses modalités de perception variaient selon les régions. Dans les pays de Grande gabelle comme le bassin parisien, le sel, en provenance pour l'essentiel des marais salants de l'Atlantique devait être acheté dans les greniers établis en application des lettres patentes du 20 mars 1392.
Le grenier à sel des pays de grande gabelle était à la fois un magasin d'approvisionnement obligatoire et le siège d'une juridiction chargée de juger les causes relatives à la balle, et notamment les affaires de contrebande de sel, le « faux saunage », passible de la peine des galères. Chaque paroisse était obligatoirement rattachée à un grenier à sel où ses habitants devaient « lever » une certaine quantité de sel, parfois obligatoire (une cinquantaine de kilogrammes pour 14 personnes), parfois laissée au choix de l'acheteur.
En 1593 on comptait 158 greniers à sel. L’officier principal en était le grenetier remplissant des fonctions d’administrateur, de comptable et de juge.

## Carte des généralités (1789)

Les généralités de France en 1789.

## Liste des généralités-intendances (1787)
| Nombre | Carte | Généralité                                   | Création - Suppression | Provinces                     |
| ------ | ----- | -------------------------------------------- | ---------------------- | ----------------------------- |
| 1      |       | Généralité de Bordeaux, (Agen)               | 1542                   | Guyenne                       |
| 2      |       | Généralité de Provence, ou d’Aix-en-Provence | 1542                   | Provence                      |
| 3      |       | Généralité d'Amiens                          | 1542                   | Picardie                      |
| 4      |       | Généralité de Bourges                        | 1542                   | Berry                         |
| 5      |       | Généralité de Caen                           | 1542                   | Normandie                     |
| 6      |       | Généralité de Châlons                        | 1542                   | Champagne                     |
| 7      |       | Généralité de Bourgogne, Dijon               | 1542                   | Bourgogne                     |
| 8      |       | Généralité de Grenoble                       | 1542                   | Dauphiné                      |
| 9      |       | Issoire puis Généralité de Riom              | 1542                   | Auvergne                      |
| 10     |       | Généralité de Lyon                           | 1542                   | Lyonnais, Beaujolais et Forez |
| 11     |       | Généralité de Montpellier (a)                | 1542                   | Languedoc                     |
| 12     |       | Généralité de Paris                          | 1542                   | Île-de-France                 |
| 13     |       | Généralité de Poitiers                       | 1542                   | Poitou                        |
| 14     |       | Généralité de Rouen                          | 1542                   | Normandie                     |
| 15     |       | Généralité de Toulouse (b)                   | 1542                   | Languedoc                     |
| 16     |       | Généralité de Tours                          | 1542                   | Touraine, Maine et Anjou      |
| 17     |       | Généralité de Metz                           | 1552                   | Trois-Évêchés                 |
| 18     |       | Nantes Intendance (1689) puis Rennes         | 1552                   | Bretagne                      |
| 19     |       | Généralité de Limoges                        | 1558                   | Limousin, Marche et Angoumois |
| 20     |       | Généralité d'Orléans                         | 1558                   | Orléanais et Petit Perche     |
| 21     |       | Généralité de Moulins                        | 1587                   | Bourbonnais                   |
| 22     |       | Généralité de Soissons                       | 1595                   | Île-de-France                 |
| 23     |       | Généralité de Montauban                      | 1635                   | Haute-Guyenne                 |
| 24     |       | Généralité d'Alençon                         | 1636                   | Normandie et Grand Perche     |
| 25     |       | Généralité de Perpignan                      | 1660                   | Roussillon                    |
| 26     |       | Généralité de Besançon                       | 1676                   | Franche-Comté                 |
| 27     |       | Généralité de Valenciennes                   | 1678                   | Hainaut puis Flandre(s)       |
| 28     |       | Généralité de Strasbourg                     | 1689                   | Alsace                        |
| 29     |       | Intendance de Bretagne à Rennes              | 1689                   | Bretagne                      |
| 30     |       | Généralité de Lille                          | 1691                   | Flandre(s) et Artois          |
| 31     |       | Généralité de La Rochelle                    | 1694                   | Aunis et Saintonge            |
| 32     |       | Généralité d'Auch                            | 1716                   | Gascogne                      |
| 33     |       | Généralité de Nancy                          | 1737                   | Lorraine                      |
| 34     |       | Trévoux                                      | 1762                   | Dombes                        |
| 35     |       | Généralité de Corse, ou de Bastia            | 1768                   | Corse                         |
| 36     |       | Généralité de Bayonne                        | 1784-1787              | Labourd                       |
| 37     |       | Généralité de Pau                            | 1784-1787              | Béarn et Soule                |

a, b : Languedoc, deux généralités mais une seule intendance.